# Battaglia di Cima 383
La Battaglia di Cima 383 si svolse su di un'altura in seguito denominata Poggio Montanari, ora monte Prižnica, situata presso la località di Plava oggi in Slovenia, durante la prima guerra mondiale; nel tentativo di occuparla si scontrarono per due anni l'esercito italiano e quello austro-ungarico; lo scontro più sanguinoso si verificò il 17 giugno del 1915 quando il generale Luigi Cadorna volle offrire al re Vittorio Emanuele III una conquista cui assistere direttamente, questa "dimostrazione" causò la morte di oltre 8000 uomini che furono trucidati in un attacco frontale contro le mitragliatrici austriache.

## Battaglia
La sera del 09 giugno 1915 due battaglioni della Brigata Ravenna della 3ª Divisione attraversano l'Isonzo su di un ponte di barche costituendo una testa di ponte sulla riva est e cominciarono la risalita della collina su di un terreno ricoperto di boschi e presidiato da un'unica compagnia di fucilieri austriaci di 200 uomini della I Brigata da montagna della 18ª Divisione di fanteria. L'assalto italiano si smorzò quasi subito davanti al fuoco preciso dei fucili e dei mitragliatori ritirandosi e rinviando l'assalto al giorno dopo.
Il giorno 10 giugno l’artiglieria italiana cominciò un pesante bombardamento del territorio; alle 21:30 dopo il tramonto l'intera Brigata Ravenna, 6 compagnie, della 3ª Divisione composta da 6000 uomini diedero l’assalto a quota 383; la difesa  austroungarica, composta a quel punto da un intero battaglione di circa 1000 uomini, soldati dalmati comandati dal maggiore generale Guido Novak von Arienti, riuscì a respingere l’assalto con un contro assalto,che costrinse i soldati italiani a rompere le file e a retrocedere verso le posizioni di partenza sulla riva del fiume.
Il 12 giugno gli italiani provarono nuovamente con due battaglioni a forzare la resistenza austriaca; i soldati arrivarono indisturbati fino alle pendici del monte e, mentre forzavano i primi reticolati, vennero sorpresi su terreno aperto dalle mitragliatrici che li costrinsero ad una precipitosa ritirata verso il fiume. Giunti sulle rive dell’Isonzo i soldati italiani si trovarono sorpresi da un treno blindato fatto arrivare da Gorizia, che li prese di mira con i suoi cannoni e le sue mitragliatrici; sotto questo fuoco incrociato i reparti italiani lasciarono a terra oltre un migliaio di morti.
Il generale Cadorna, in occasione di un'ispezione alle prime linee del re d'Italia Vittorio Emanuele III, decise di offrirgli lo spettacolo della conquista di quota 383, fece sistemare un osservatorio sul monte Korada a quota 800, il 17 giugno fece trasferire oltre l’Isonzo 6 reggimenti di veterani delle brigate “Ravenna” e “Forlì” e della brigata dei corpi speciali “La Spezia”. «Prenderemo questa altura a qualunque costo» aveva promesso Cadorna a Vittorio Emanuele mandando gli uomini all’assalto su un terreno completamente esposto e in salita contro i nidi di mitragliatrice austriaci; migliaia di soldati italiani trovarono la morte in assalti senza sosta.
Durante lo scontro, dopo aver perso completamente 4 dei 6 reggimenti Cadorna decise d'interrompere l’assalto e si accontentò di far scavare la sua linea più avanzata a circa 300 metri dalle linee austriache.
La lotta per la conquista di quota 383 e dei territori circostanti riprese nei mesi successivi, ma l’esercito italiano riuscì ad occuparli solo in seguito alla decima battaglia dell'Isonzo.